# Paralophogaster sanzoi
Paralophogaster sanzoi är en kräftdjursart. Paralophogaster sanzoi ingår i släktet Paralophogaster och familjen Lophogastridae. Inga underarter finns listade i Catalogue of Life.